# Orrington
Orrington est une ville des États-Unis située dans le comté de Penobscot (État du Maine). Elle compte 3 812 habitants au Recensement des États-Unis de 2020.

## Histoire
On rapporte que le nom "Orrington" résulta d'une faute d'orthographe. Les colons décidèrent de la nommer "Orangetown" portant le nom d'Orangetown, dans le Maryland, mais il était écrit dans les registres du Massachusetts, duquel le Maine était alors un territoire, comme "Orrington". "Orring" était une traduction phonétique d' "Orange" avant la standardisation de l'orthographe Anglaise.
Une bonne partie de l'histoire de la ville d'Orrington est qu'elle fût une communauté de transport maritime et de construction navale. Le chantier de la Société de Construction Navale de Boston et du Penobscot se trouvait sur Mill Creek, dans le sud d'Orrington. La quantité importante de glace de la rivière de Penobscot fût transportée aussi loin que les Antilles britanniques.

## Géographie
Orrington se trouve sur l'estuaire du Penobscot. Selon le Bureau du recensement des États-Unis, la ville possède une superficie globale de 70.78 km2, dont 64.72 km2 est constitué de terre et 6.06 km2 est composé d'eau.

## Transport
Tandis que la zone de Bangor est desservie par deux bus commerciaux transporteurs, il n'y a aucun service à Orrington. Le service de fret ferroviaire est fournis par la Société de Chemin de Fer de Bangor et d'Aroostook, ainsi que par le Maine Central (dirigé par le Springfield Terminal Railway (Vermont)). Le rail reliant Bucksport à Brewer traverse Orrington le long de la rive du Penobscot avec un embranchement à l'ancien site de HoltraChem. Il y a des installations ferroviaires intermodales à Bangor ainsi qu'à Hermon, dans le Maine tous deux avec un accès rapide à l'Interstate 95 et à l'Aéroport international de Bangor.

## Économie
Orrington fût le fief de l'usine HoltraChem, qui occupa 95 hectares le long du Penobscot. Elle produisit du chlore et d'autres produits chimiques pour l'industrie du papier et de la pâte du Maine. En septembre 2000, HoltraChem ferma son usine à Orrington, licenciant 75 employés, à l’époque, il s'agissait du deuxième plus grand employeur de la ville et de la plus grande propriété imposable de la ville. À partir de 2002, L'incinérateur de déchets de la Penobscot Energy Recovery Corporation (PERC) demeura le seul employeur industriel (82 individus).

## Contamination de l'environnement
Le site d'HoltraChem était lui-même largement contaminé, et le nettoyage fût requis et supervisé par le Département de la Protection de l'Environnement du Maine à partir de 2022. Début 1967, HoltraChem avait déversé près de 13 tonnes de mercure dans la rivière et les concentrations en mercure dans les homards et les crabes étaient si élevées que le Département des Ressources Marines ont ordonné que la pêche soit interdite.
En 2000, le  Maine People’s Alliance ainsi que le NRDC ont intenté un procès contre Mallinckrodt US LLC, le successeur du premier propriétaire corporatif de l'usine. En mars 2021, une décision soumise à un tribunal d'instance débuta le processus d'un plan de nettoyage de la rivière, une surveillance à long terme, ainsi qu'un financement pour indemniser les communautés touchées par la pollution.

## Personnalités liées à Orrington
- Joseph Sumner Rogers, fondateur de l'Académie militaire du Michigan